# (7034) 1994 YT2
(7034) 1994 YT2 (1994 YT2, 1973 UA5, 1990 QB1) — астероїд головного поясу, відкритий 25 грудня 1994 року.
Тіссеранів параметр щодо Юпітера — 3,594.